# Бразилия на летних Олимпийских играх 1968
Бразилия принимала участие в Летних Олимпийских играх 1968 года в Мехико (Мексика) в десятый раз за свою историю, и завоевала две бронзовые и одну серебряную медали. Сборную страны представляло 76 спортсменов, в том числе три женщины.

## Медалисты
| Медаль  | Спортсмен                      | Вид спорта      | Дисциплина                |
| ------- | ------------------------------ | --------------- | ------------------------- |
| Серебро | Нельсон Пруденсио              | Лёгкая атлетика | Мужчины, тройной прыжок   |
| Бронза  | Сервилиу де Оливейра           | Бокс            | Мужчины, до 51 кг         |
| Бронза  | Риналду Конрад Буркхард Кордиш | Парусный спорт  | Класс «Летучий голландец» |